# 碳酸铥
碳酸铥是一种无机化合物，化学式为Tm2(CO3)3。

## 化学性质
碳酸铥可溶于酸，放出二氧化碳：
Tm2(CO3)3 + 6 H+ → 2 Tm3+ + 3 H2O + 3 CO2↑
碳酸铥在高温下分解，生成氧化铥：
Tm2(CO3)3 → Tm2O3 + 3 CO2↑